# Maria Vlier
Maria Vlier, née le 19 mars 1828 à Paramaribo dans l'actuel Suriname, morte le 8 juillet 1908, est une enseignante de la Guyane néerlandaise, l'actuel Suriname, qui écrit le premier manuel d'histoire centré sur l'histoire du Suriname.
Née dans une famille d'intellectuels descendants d'esclaves noirs, Maria Vlier étudie aux Pays-Bas puis retourne en Guyane néerlandaise pour enseigner. Voyant que les élèves apprennent l'histoire européenne et ne connaissent pas l'histoire de leur propre patrie, elle écrit le premier manuel sur l'histoire du Suriname.
Son livre remporte une médaille d'argent à l'Exposition universelle coloniale et d'Exportation générale de 1883. Il est l'un des trois manuels les plus utilisés dans le système éducatif en Guyane néerlandaise jusqu'en 1945.

## Biographie

### Jeunesse
Maria Louisa Elisabeth Vlier est née le 19 mars 1828 à Paramaribo dans la colonie néerlandaise du Suriname du royaume des Pays-Bas. Elle est la fille d'Anna Elisabeth Heuland et de Nicolaas Gerrit Vlier. Avec sa sœur cadette Cornelia Philippina Maria Josephina (1834-1892), Maria Vlier grandit dans une famille intellectuelle. Descendant d'esclaves, son père sert comme procureur et possède deux plantations de café, Morgenster et La Prévoyance qu'il cultive avec ses propres esclaves, avant de devenir chef de la police de Paramaribo en 1832. Entre 1832 et 1848, le père de Vlier devient secrétaire de la Particuliere West-Indische Bank et surveillant de six plantations de café, d'une plantation de coton et de six sucrières. Sa mère est une ancienne esclave, ayant gagné son affranchissement en 1816. Les parents et leurs filles font partie de la classe moyenne inférieure professionnelle noire,.
Maria Vlier étudie à l'école dirigée par une ancienne esclave, Johanna Christina Jonas. Celle-ci avait fait ses études aux Pays-Bas et avait ouvert une école, qui n'avait ni classe ni barrières raciales, après avoir acquis sa propre liberté,. Marie Vlier est une bonne élève, et en 1838 elle est reconnue avec un prix pour ses résultats scolaires. En 1844, lorsqu'elle a seize ans, son père l'emmène étudier aux Pays-Bas. Elle acquiert une vaste connaissance des langues, dont le Volapük. Après avoir terminé ses études, Maria Vlier passe son examen de professeur en 1848.

### Enseignement, écriture de son manuel
Maria Vlier ouvre une école de filles et commence à enseigner. Elle emménage dans une maison sur Gravenstraat, l'une des adresses les plus prestigieuses de Paramaribo,. Alarmée par le manque de connaissances que ses élèves ont de leur patrie, elle commence à rédiger son propre manuel scolaire d'histoire, qui est la première histoire du Suriname. Dans la préface du livre, probablement écrite en 1861, elle déclare que sa motivation pour l'écriture de ce livre est que les écoliers du Suriname en savent plus sur l'histoire des étrangers qu'ils n'en savent de leur propre contrée.
Bien que Maria Vlier évoque la traite des esclaves dans son manuel Beknopte geschiedenis der kolonie Suriname voor de meer gevorderde jeugd (Brève histoire de la colonie du Suriname pour les jeunes plus avancés, 1863), elle reste prudente sur ce sujet,. Elle écrit que le commerce des Africains est « illégal ». Elle sait l'impact négatif qu'ont eu sur sa carrière les écrits de Johannes Christiaan Palthe Wesenhagen, un autre noir libre qui avait écrit sur l'esclavage en 1849. Le livre de Maria Vlier contient peu de critiques des Pays-Bas et n'écrit pas sur l'oppression des colonisés sous la domination néerlandaise. Dans l'ensemble, ce livre donne une vision positive de l'administration néerlandaise, et il devient l'un des trois manuels les plus utilisés dans le système éducatif jusqu'en 1945.
En 1881, Maria Vlier publie une édition révisée, qu'elle intitule Geschiedenis van Suriname (Histoire du Suriname), y compris l'abolition de l'esclavage en 1863, qui n'avait pas été incluse dans le premier volume. Deux ans plus tard, lorsque l'Exposition universelle coloniale et d'Exportation générale a lieu en 1883 sur le site de la Museumplein à Amsterdam, Maria Vlier envoie un exemplaire de la deuxième édition de son manuel, pour participer aux prix du concours de documents historiques. Il y a 42 soumissions dans la même catégorie ; avec l'histoire des Wolbers, elle remporte la 2e médaille d'argent derrière la médaille d'or de Michael Théophile Hubert Perelaer pour son article sur les opérations militaires à Célèbes en 1858 et 1860. Marie Vlier ne va pas personnellement aux Pays-Bas pour recevoir son prix, mais elle voyage à Amsterdam en 1892. Elle y reste pendant deux ans, avant de retourner en Guyane néerlandaise.
Maria Vlier meurt à Paramaribo le 8 juillet 1908.

## Hommages, héritage
Au centenaire de sa naissance en 1928, Maria Vlier est honorée pour ses contributions à l'historiographie du Suriname, mais son appartenance à la communauté noire est effacée de sa biographie. Elle est représentée comme néerlandaise avec des parents d'origine européenne.
En 2011, l'histoire de la vie de Marie Vlier est incluse dans le livre 1001 vrouwen in de 20ste eeuw (1001 femmes au 20e siècle) par Els Kloek, ainsi que dans l'exposition du même nom et basée sur les chiffres du livre, hébergé par le musée d'Amsterdam en 2018. Des experts sont consultés pour déterminer quelles femmes historiques néerlandaises des Antilles néerlandaises, d'Indonésie et du Suriname doivent être incluses dans le travail. Els Kloek travaille en tant que commissaire invité pour coorganiser l'exposition, qui commence avec l'histoire de la vie de Maria Vlier.